# Bulbophyllum rutenbergianum
Bulbophyllum rutenbergianum är en orkidéart som beskrevs av Rudolf Schlechter. Bulbophyllum rutenbergianum ingår i släktet Bulbophyllum och familjen orkidéer. Inga underarter finns listade i Catalogue of Life.